# Erg (eenheid)
Erg is een eenheid voor arbeid, energie en hoeveelheid warmte in het cgs-eenhedenstelsel. Het eenheidssymbool is erg.
1 erg := 1 dyn · cm  = 10−7 J
Erg is geen SI-eenheid.

## Trivia
- Op de grafsteen van Max Planck staat de waarde van de constante van Planck h ingebeiteld: 6,626 × 10−27 erg seconde, wat gelijk is aan 6,626 × 10−34 J·s.